# Teloschistes
Teloschistes is een geslacht van korstmossen behorend tot de familie Teloschistaceae.

## Geslachten
Volgens Index Fungorum telt het geslacht acht soorten (peildatum januari 2023):
| Soortnaam                 | Auteur(s)                      | Publicatiejaar |
| ------------------------- | ------------------------------ | -------------- |
| Teloschistes caespitosus  | (Müll. Arg.) Poelt             | 1962           |
| Teloschistes fasciculatus | Hillmann                       | 1938           |
| Teloschistes flavicans    | (Sw.) Norman                   | 1852           |
| Teloschistes inflatus     | Frödén                         | 2007           |
| Teloschistes sieberianus  | (Laurer) Hillmann              | 1930           |
| Teloschistes spinosus     | (Hook. f. & Taylor) Js. Murray | 1960           |
| Teloschistes velifer      | F. Wilson                      | 1889           |
| Teloschistes xanthoroides | Js. Murray                     | 1960           |